# Na Patarrà
Koordinaten: 39° 54′ 37,7″ N, 4° 9′ 36,8″ O
Na Patarrà (vollständiger Name Pou de na Patarrà – dt. „Brunnen von na Patarrà“) ist eine prähistorische Brunnenanlage in der Nähe der archäologischen Grabungsstätte von Torralba d’en Salord bei Alaior auf der Baleareninsel Menorca in Spanien.
Sie wird auf ungefähr 700 v. Chr. datiert und ist der Talayot-Kultur zuzurechnen. Der aus dem Felsen gehauene Schacht ist 49,6 m tief. Der Brunnenmund misst 7,5 m × 5 m. Seine 199 Stufen sind zusammen mit dem Steingeländer in neun immer enger werdenden Windungen um den Schacht angelegt.
Der Brunnen, um den sich eine Legende rankt, wird als „Eingang zur Hölle“ bezeichnet. Wenn man hinuntergeht, nimmt die Temperatur zu und belastet die Atmung, so dass der Besucher tatsächlich den Eindruck hat, zur Hölle hinunterzusteigen. Der Bau ähnelt alten palästinensischen Brunnen und wurde wahrscheinlich von den Erbauern von Torralba d'en Salord benutzt und ist Teil der Wasserwirtschaft der Talayot-Kultur.